# 549 Jessonda
549 Jessonda è un asteroide della fascia principale del diametro medio di circa 18,81 km. Scoperto nel 1904, presenta un'orbita caratterizzata da un semiasse maggiore pari a 2,6824275 UA e da un'eccentricità di 0,2606483, inclinata di 3,96619° rispetto all'eclittica.
Il suo nome è in omaggio a Jessonda, opera del compositore e violinista tedesco Louis Spohr.